# Zoégas
Zoégas Kaffe AB er et kafferisteri i Helsingborg i Sverige, som etableredes i 1886 af Carlos Zoéga, der formodes at komme fra Italien. Virksomheden er markedsførende i mørkristet kaffe i Sverige, og virksomheden har været ejet af Nestlé siden 1986.

## Zoégas historie
Allerede i 1881 åbnede Carlos Zoéga efter at have boet i Brasilien en kaffehandel i Landskrona. I 1886 flyttede han virksomheden til Kullagatan 27 i Helsingborg, hvor familien både havde butik, bopæl og kafferisteri under navnet Helsingborgs Patent-Kaffe-Ångbränneri. Efter Carlos Zoégas død i 1888 overtog hans kone Maria butikken, og omkring århundredeskiftet flyttede den til Drottninggatan, hvor virksomheden stadig driver en butik.
Maria Zoéga giftede sig igen et stykke tid efter Carlos' død med grosserer Johan Svensson, og sammen fik de sønnen Rudolf. Hele familien fik efternavnet Zoéga. Rudolf Zoéga begyndte sin karriere i virksomheden i 1913 og tog over da faderen døde i 1923. Rudolf blev den som udviklede virksomheden til en industriel virksomhed. I 1952 flyttede virksomheden til nybyggede lokaler på Ängelholmsvägen med et af tidens mest moderne kafferisterier. Lokalerne rummer fortsat Zoégas virksomhed. Selskabet omdannedes til aktieselskab i 1958 og i 1986 overtogs selskabet af Findus, som i dag ejes af Nestlé.
Zoégas havde i 2009 en markedsandel på 20 procent af Sveriges kaffesalg og mere end 60 procent af den mørkristede kaffe.

## Butikken
Zoégas gamle butik fra det forrige århundredeskifte ligger stadig Drottninggatan 30-36 i Helsingborg. Interiøret er fra 1931, og man kan købe alle kaffesorter fra virksomhedens sortiment samt en del smagsatte kaffesorter, teblandinger og chokolade.
Butikken drives lokalt fra 2022, men alle de gamle kaffekværne og inventar vil fortsat blive brugt.